# RUSCICO
RUSCICO (Russian Cinema Council) — комерційне підприємство, що займаються випуском кінофільмів на різних носіях для домашнього перегляду і широкого кінопрокату. Компанія заснована в 1999 році . 

## Діяльність компанії
RUSCICO публікує радянські і російські фільми поза межами країн колишнього СРСР. Компанія має партнерів для дистрибуції в різних країнах, які торгують продукцією компанії. В основному фільми з програми RUSCICO — з фондів кіностудії Мосфільм , але також є фільми з інших радянських кіностудій — «Вірменфільм» , «Ленфільм», кіностудії Горького. Крім того, RUSCICO випускає деякі зарубіжні фільми , а також мультфільми Studio Ghibli  в Росії. В останні роки компанія пропонує оновлену, колоризованої радянську кінокласику. 
За підсумками рейтингу журналу «Total DVD» диск з аніме студії Гинули «Оповіді Земномор'я» був названий «кращим DVD з мультфільмом" за 2008 рік.